# Nadleśnictwo Rudy Raciborskie
Nadleśnictwo Rudy Raciborskie – jednostka organizacyjna Lasów Państwowych, w obrębie Regionalnej Dyrekcji Lasów Państwowych w Katowicach. Administracyjnie położone jest na terenie województw: śląskiego (powiat raciborski i gliwicki oraz miasto Rybnik) i opolskiego (powiat kędzierzyńsko-kozielski i głubczycki). Powierzchnia gruntów nadleśnictwa wynosi 17 874,87 ha.
Nadleśnictwo składa się obecnie z jednego obrębu Rudy, w skład którego wchodzi 12 leśnictw:
- Kotlarnia, Borowiec, Bargłówka, Krasiejów, Stanica, Rudy, Lubieszów, Solarnia, Nędza, Szymocice, Ponięcice oraz Baborów[1].

Na terenie nadleśnictwa znajduje się wiele obszarów chronionej przyrody: Park Krajobrazowy Cysterskie Kompozycje Krajobrazowe Rud Wielkich, rezerwaty przyrody „Góra Gipsowa”, „Łężczok” i „Rozumice”, Obszar Chronionego Krajobrazu Wronin-Maciowakrze, Obszar Chronionego Krajobrazu Meandry rzeki Odry, użytki ekologiczne „Starorzecze przy Klasztorze w Rudach” i „Łąka trzęślicowa w Małej Nędzy” oraz kilkanaście pomników przyrody.